# All This and Mary Too
All This and Mary Too is de tweeëntwintigste aflevering van het zesde seizoen van het tienerdrama Beverly Hills, 90210, die voor het eerst werd uitgezonden op 21 februari 1996.

## Verhaal
Iedereen is blij dat Kelly nu in een ontwenningskliniek zit en hopen dat ze nu er helemaal vanaf komt. Één voor één komen ze haar opzoeken zo ook Colin die haar vraagt om terug te komen en samen zelf afkicken van de drugs. Ze zegt hem te blijven omdat ze denkt dat ze anders er nooit vanaf komt en vraagt Colin om haar los te laten. Kelly krijgt een kamergenote, een jong meisje met de naam Tara. Ze leefde op straat en heeft van alles meegemaakt. Als Kelly haar voor de eerste keer ziet dan ligt ze te slapen en als ze wakker wordt dan is ze zeer emotioneel. Maar na loop van tijd dan komt ze los en komt er een soort van vriendschap tussen hen. Colin is niet blij dat Kelly het uit heeft gemaakt maar dit is van korte duur. Hij ontmoet in de Peach Pitt Valerie en ze raken aan de praat. Valerie nodigt hem uit voor een etentje bij haar thuis en ze hebben het heel gezellig.
Brandon, Susan, Steve, Clare en David gaan een paar dagen skiën. David is een beetje down vanwege de verbroken relatie met Valerie en de rest proberen hem op te vrolijken. Susan en Clare komen een meisje tegen die ook alleen is en willen hem aan David koppelen. Steve en Brandon komen ook een meisje tegen en zij willen haar ook koppelen aan David. Als David kennis maakt met de beide meisjes dan voelt hij zich een beetje overvallen maar wil liever alleen blijven. Susan plaagt Brandon met zijn mindere ervaring in het skiën, dit tot ergernis van Brandon. Ze dagen elkaar uit voor een skiwedstrijd en ze zoeken een leuke skibaan op. Ze besluiten om te gaan skiën vanaf een punt waar geen toezicht is. Op volle snelheid valt Susan en breekt haar enkel. Ze zijn op een plek waar niemand is en ze zoeken een plek op om te gaan schuilen. Steve en Clare maken zich zorgen als ze niet terugkeren en vragen de beheerders om een zoekactie op touw te zetten. Het wordt donker en ze zijn nog niet gevonden en de zorgen nemen alsmaar toe. Susan en Brandon krijgen het koud nu het donker wordt en het ziet er somber uit, maar net op tijd worden ze gevonden door het reddingsteam. Dit tot opluchting van Steve, Clare en David.
Donna ziet op televisie dat ze een nieuwe operatie uitgevonden hebben voor mensen met een aangeboren hartafwijking. Ze vertelt dit aan Joe, die hier niet enthousiast op reageert. Donna overlegt dit met haar vader en die belooft haar ernaar te kijken wat hij voor Joe kan doen.

## Rolverdeling
- Jason Priestley - Brandon Walsh
- Jennie Garth - Kelly Taylor
- Ian Ziering - Steve Sanders
- Brian Austin Green - David Silver
- Tori Spelling - Donna Martin
- Tiffani Thiessen - Valerie Malone
- Joe E. Tata - Nat Bussichio
- Kathleen Robertson - Clare Arnold
- Jason Wiles - Colin Robbins
- Michael Durrell - Dr. John Martin
- Ann Gillespie - Jackie Taylor
- Emma Caulfield - Susan Keats
- Cameron Bancroft - Joe Bradley
- Paige Moss - Tara Marks